# Fáj Attila
| Fáj Attila. Kortárs magyar írók. 1945-1997 | Fáj Attila. Kortárs magyar írók. 1945-1997 |
| Kattints az alábbi külső linkek egyikére!  | Kattints az alábbi külső linkek egyikére!  |
| ------------------------------------------ | ------------------------------------------ |
| Nem található szabad kép.(?)               |                                            |
| külső link · jogvédett                     | Fáj Attila                                 |

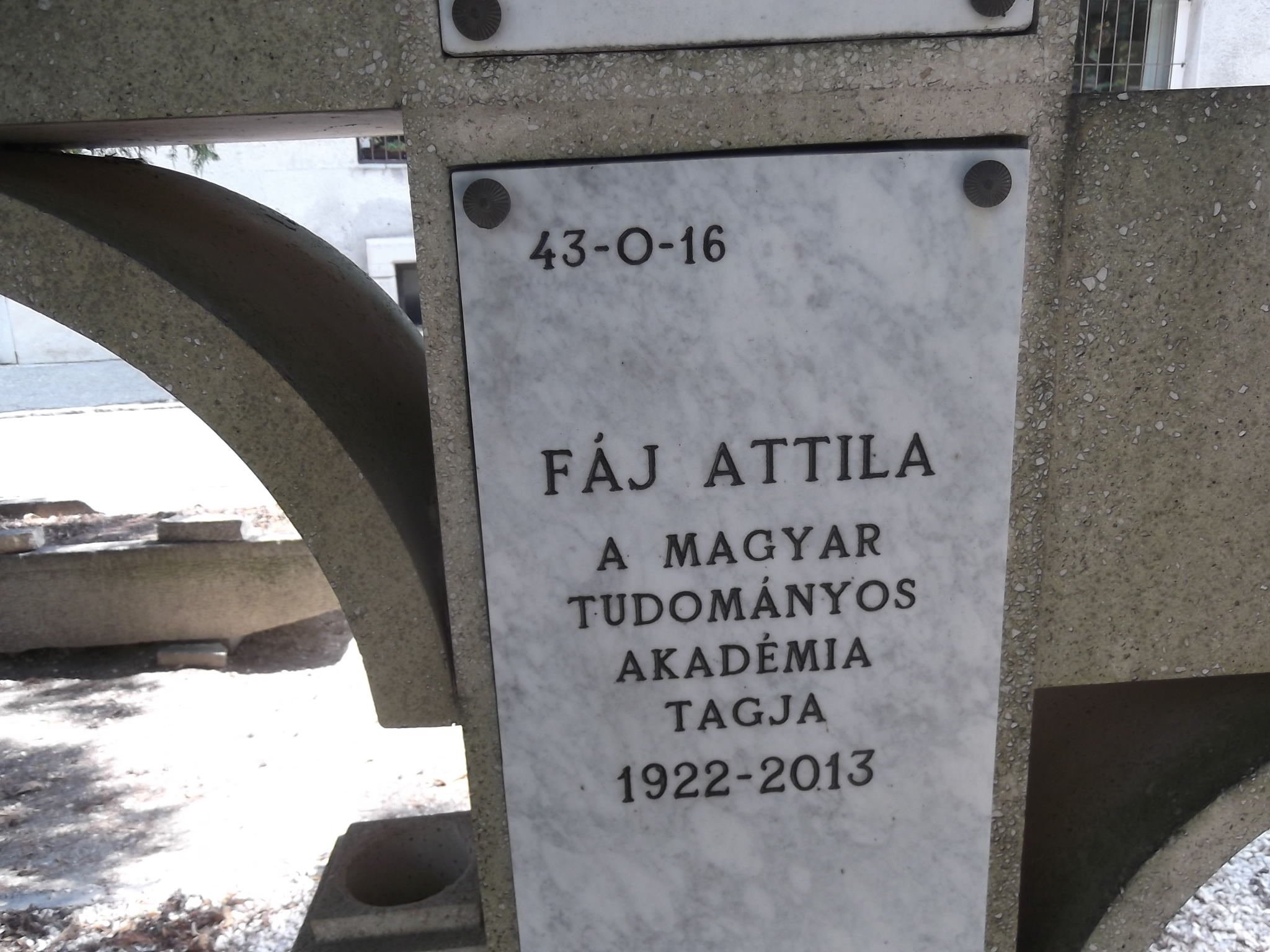
Fáj Attila sírja a Farkasréti Temetőben

Fáj Attila (Budapest, 1922. március 30. – Budapest, 2013. december 14.) magyar irodalomtörténész, egyetemi tanár. A Magyar Tudományos Akadémia tagja (külső: 1998).

## Életpályája
1947-ben diplomázott a Pázmány Péter Tudományegyetemen, ahol filozófiát tanult. Ezután matematikát is tanult. Eleinte az ELTE tanársegéde volt. 1956-ban Olaszországba emigrált. 1957–1998 között a Genovai Egyetemen logikát, tudományelméletet és összehasonlító irodalomtudományt tanított. 1977-től az Árpád Akadémia tagja volt. 1998-ban nyugdíjba vonult. 1998-tól a Magyar Tudományos Akadémia külső tagja volt.
Temetése a Farkasréti temetőben volt.

## Művei
- Probable Byzantine and Hungarian Models of Ulysses and Finnegans Wake (1968)
- Considerazioni sulla letteratura comparata (1969)
- The Stoic Features of the Book of Jonah (Nápoly, 1974)
- A Jónás-téma a világirodalomban (tanulmány, Róma, 1977)
- The Prehistory of the River Novel and its Reappearance in Contemporary Fiction (Stuttgart, 1980)
- Albero allegorico per i Re (tanulmány, Firenze, 1983)
- I Karamazov tra Poe e Vico. Genere poliziesco e concezione della storia nell'ultimo Dostoevskij (tanulmány, Nápoly, 1984)

## Díjai
- Árpád-érem (1977)
- Sík Sándor-díj